# Rainer H. Kluwe
Rainer H. Kluwe  (* 30. November 1942 in Angerburg) ist ein deutscher Kognitionspsychologe und Hochschullehrer.

## Leben und Wirken
Nach dem Besuch der Oberrealschule Kulmbach und einem zweijährigen Wehrdienst nahm Rainer Kluwe an der Pädagogischen Hochschule Bayreuth 1964 das Studium für das Lehramt an Volksschulen auf. Nach Abschluss des Studiums mit der 1. Lehramtsprüfung begann er 1967 ein Studium für Psychologie an der Universität Erlangen-Nürnberg, das er mit dem Diplom 1971 an der Universität Trier abschloss. Von 1971 bis 1972 wurde ihm ein Promotionsstipendium an der Universität Trier gewährt. 1972 erhielt Rainer Kluwe eine Stelle als Assistent am Psychologischen Institut der Universität Kiel. Die Promotion zum Dr. phil. schloss er 1975 an der Universität Trier ab. 1977 wechselte Rainer Kluwe an das Institut für Psychologie der Ludwig-Maximilians-Universität München, wo er sich 1981 für das Fach Psychologie habilitierte. Ende 1980 nahm er einen Ruf auf die Professur (C 4) für Allgemeine Psychologie an der Universität der Bundeswehr Hamburg an. Von 1987 bis 2007 leitete er dort das Institut für Kognitionsforschung. 1991 wurde Rainer Kluwe durch den Senat der Freien und Hansestadt Hamburg zum Professor nach § 17 des Hamburgischen Hochschulgesetzes ernannt. Von 1998 bis 2000 war Rainer Kluwe Präsident der Deutschen Gesellschaft für Psychologie e.V. 1998–2000. Er erhielt Rufe an die Universitäten Bayreuth, Fribourg (CH) und Potsdam.

## Forschung und Lehre
Der Schwerpunkt seiner Forschung lag auf der Kontrolle und Steuerung eigenen Denkens. Auf entwicklungspsychologische Arbeiten zu Metakognition folgten experimentelle Arbeiten zu exekutiver Kontrolle. Daneben befasste er sich in weiteren Arbeiten mit Lernvorgängen beim Umgang mit simulierten komplexen Systemen. Diese Arbeiten umfassten auch den Wissenserwerb in Mensch-Maschine-Systemen.
Rainer Kluwe war Fachgutachter der DFG für das Fachgebiet 04 Allgemeine Psychologie 1997–1998 und Scientific Advisor der German-Israeli-Foundation (GIF) 2003–2007. 

## Auslandsaufenthalte
- 1978–1979; 1986 Stanford University, Ca., Department of Psychology (Prof. John Flavell; Research Scholar)
- 1989 Oxford University (Oktober–Dezember Visiting Professor Department of Experimental Psychology; Visiting Fellow Wolfson College)
- 2002 Chevchenko Universität Kiew

## Mitgliedschaften
- Deutsche Gesellschaft für Psychologie e.V.

- Vorsitzender der Wilhelm-Wundt-Gesellschaft e.V.  Juni 2003–2009

## Schriften (Auswahl)
- (1979) Wissen und Denken: Modelle, empirische Befunde und Perspektiven für den Unterricht. Kohlhammer, Stuttgart 1979, ISBN 3-17-004930-5.
- (1982) Cognitive knowledge and executive control: metacognition. In: Donald R. Griffin (Hrsg.): Animal mind - human mind: report of the Dahlem Workshop on Animal Mind - Human Mind. Springer, Berlin / Heidelberg / New York 1982, ISBN 3-540-11330-4, S. 201–224 (englisch).
- (1997) Acquisition of knowledge in the control of a simulated technical system. In: Le Travail humain. Band 60, Nr. 1, ISSN 0041-1868, S. 61–85.
- (2001) Zur Lage der Psychologie: Perspektiven der Fortentwicklung einer erfolgreichen Wissenschaft. In: Psychologische Rundschau. Band 52, Nr. 1, 2001, ISSN 0033-3042, S. 1–10.
- (2006) Exekutive Funktionen. In: Joachim Funke, Peter A. Frensch (Hrsg.): Handbuch der Allgemeinen Psychologie: Kognition. Hogrefe, Göttingen et al. 2006, ISBN 3-8017-1846-8, S. 547–556.
- (1989) Modelling the process of complex system control. In: P. Milling, E. Zahn (Hrsg.): Computer-based management of complex systems. Springer, Berlin 1989, ISBN 3-540-51447-3, S. 335–342 (englisch, Gemeinsam mit C. Misiak, H. Haider).
- (1980) Rainer H. Kluwe, Hans Spada (Hrsg.): Developmental models of thinking. Academic Press, New York / London 1980, ISBN 0-12-416450-1 (englisch).
- (1987) Franz E. Weinert, Rainer H. Kluwe (Hrsg.): Metacognition, motivation, and understanding. Erlbaum Associates, Hillsdale, N.J. 1987, ISBN 0-89859-569-X (englisch).
- (2000) Peter F. Elzer, Rainer H. Kluwe, B. Boussoffara (Hrsg.): Human error and system design and management (= Lecture notes in control and information sciences. Band 253). Springer, London et al. 2000, ISBN 1-85233-234-4 (englisch).
- (2000) Executive control. In: Rainer H. Kluwe, Gordon D. Logan (Hrsg.): Psychological Research. Band 63, Nr. 3–4. Springer, 2000, ISSN 0340-0727 (englisch).
- (2002) Rainer H. Kluwe, Frank Rösler, Gerd Lüer (Hrsg.): Principles of learning and memory. Birkhäuser, Basel / Boston / Berlin 2002, ISBN 3-7643-6699-0 (englisch).